# Auguste Toulmouche

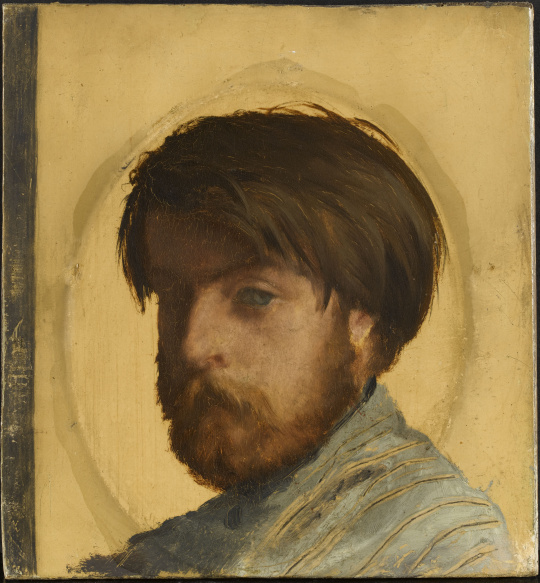
Auguste Toulmouche, door Hamon

Auguste Toulmouche (Nantes, 21 september 1829 - Parijs, 16 oktober 1890) was een Frans kunstschilder, vooral bekend om zijn vrouwportretten en genrewerken, in een typisch negentiende-eeuwse academische stijl. 

## Leven en werk
Toulmouche was een zoon van Toulmouche et Rose Sophie Mercier, en kreeg zijn eerste schilderlessen in het atelier van een oom die beeldhouwer was. In 1846 ging hij naar Parijs en trad in de leer bij Charles Gleyre. Hij werd beïnvloed door het neoclassicisme van Jean-Léon Gérôme. Toulmouche was getrouwd met een nicht van Claude Monet. Hij begeleidde Monet aan het begin van zijn carrière, introduceerde hem in de schilderskringen te Parijs en bracht hem op zijn beurt in contact met Gleyre.
Toulmouche werkte in een klassiek-academische stijl. Hij maakte veel genrewerken, soms ook landschappen, maar had toch het meeste succes met zijn vrouwportretten, door Émile Zola 'de heerlijke poppetjes van Toulmouche' genoemd ('les délicieuses poupées de Toulmouche'). Zijn vrijwel altijd in typisch negentiende-eeuwse interieurs gepositioneerde portretten worden nog steeds geprezen om de fraaie weergave van de gewaden. Toulmouche geldt thematisch en qua stijl als een typische schilder van het Tweede Franse Keizerrijk. In zijn tijd genoot hij grote populariteit en werd hij vaak op eenzelfde lijn geplaatst als Alfred  Stevens, James Tissot en Carolus-Duran. Hij exposeerde meermaals in de Parijse salon en won er medailles in 1848 en 1878. Zijn werk miste evenwel een stukje moderniteit om ook in de twintigste eeuw de tand des tijds goed te kunnen doorstaan.
Toulmouche werd in 1870 opgenomen in het Franse Legioen van Eer. Hij overleed in 1890, plotseling, 61 jaar oud. Zijn werk is te zien in diverse Franse musea, maar ook daarbuiten, onder meer in het Metropolitan Museum of Art te New York en het Museum of Fine Arts te Boston.

## Galerij

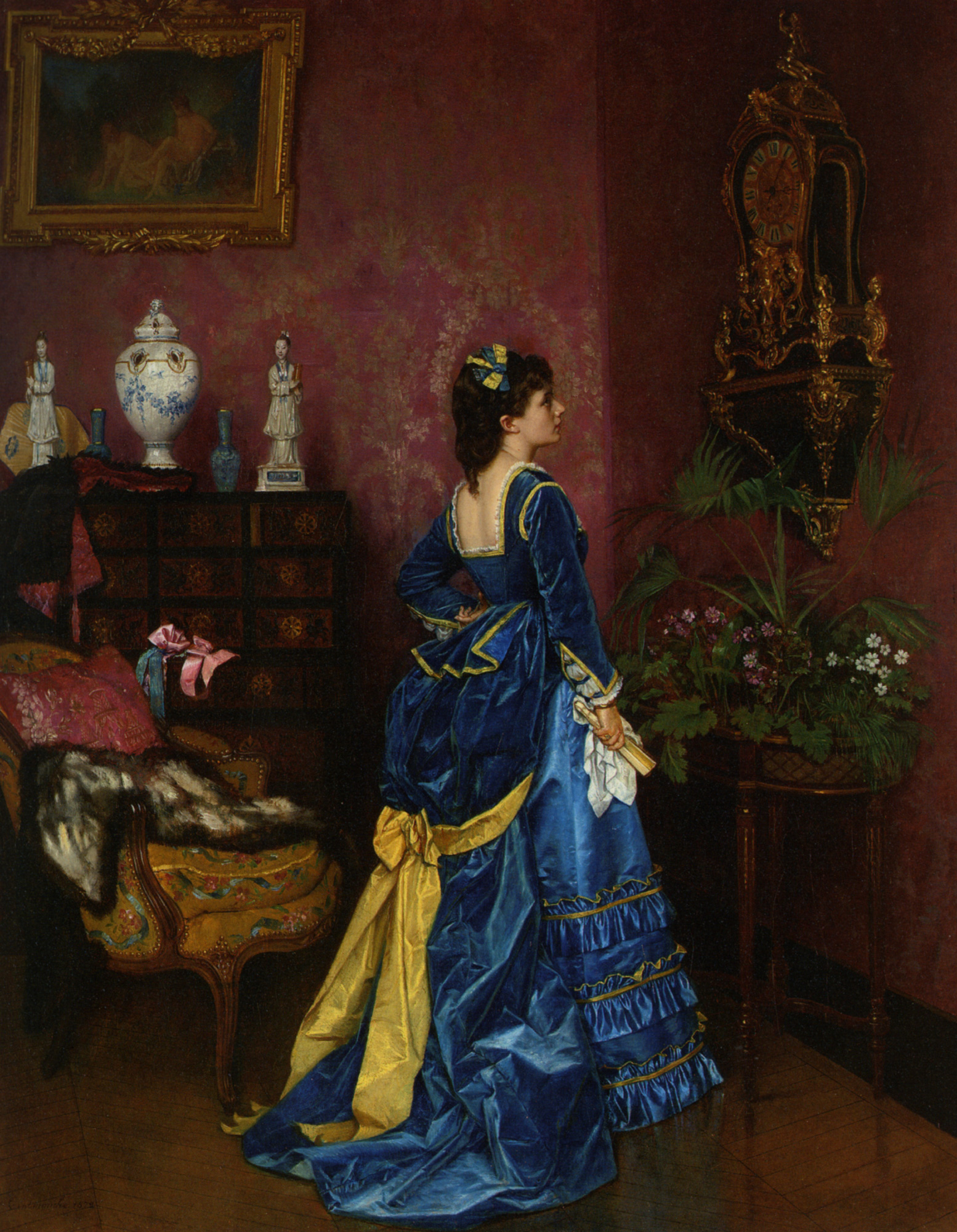
La robe bleue
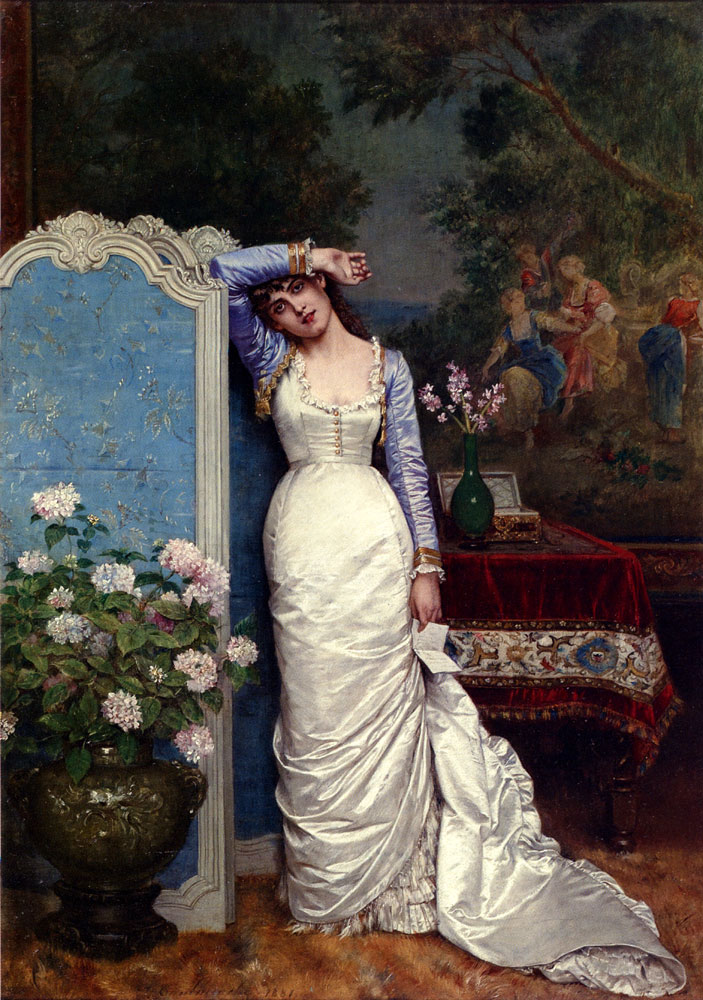
Jonge vrouw in een interieur
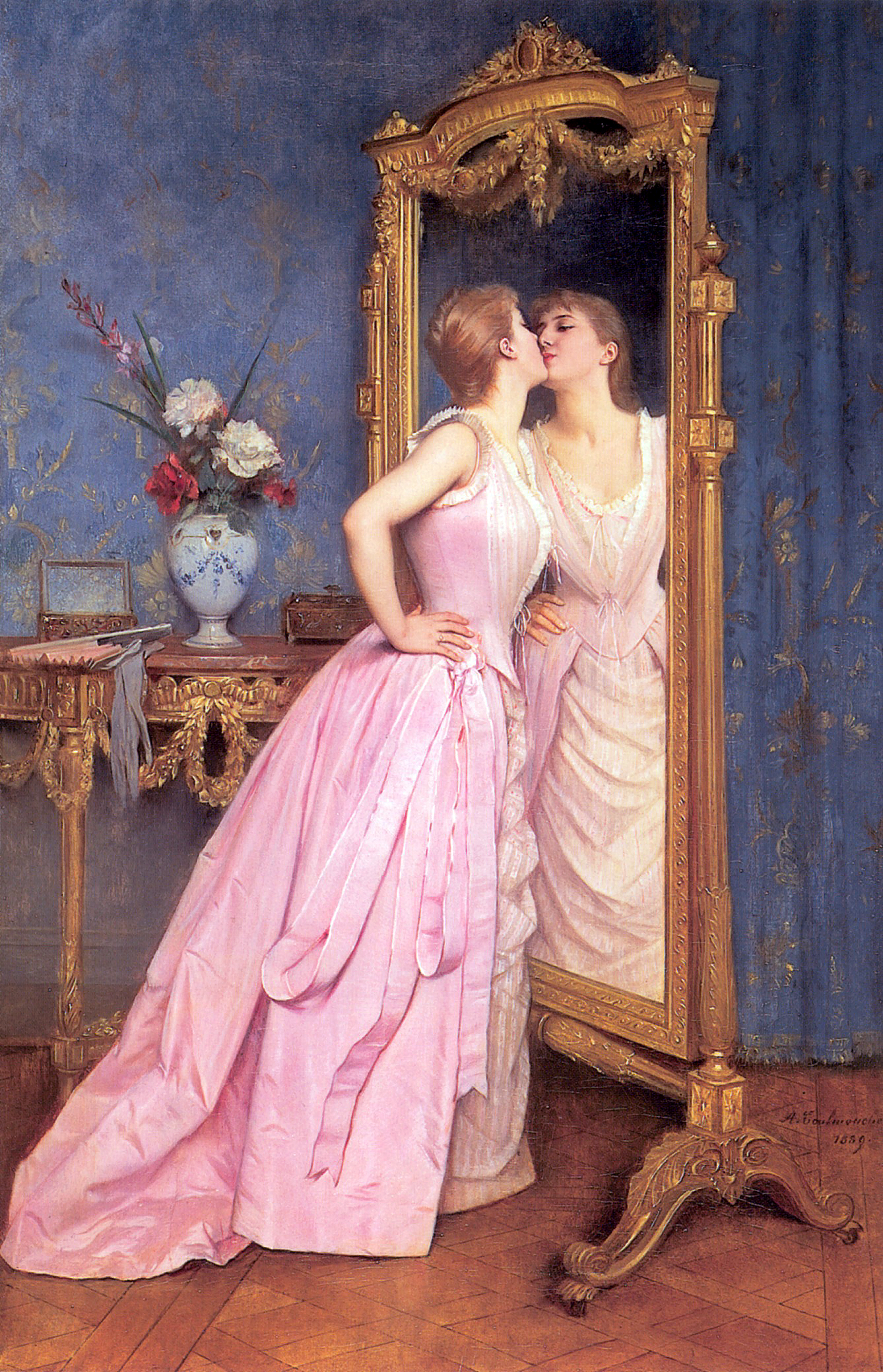
Vanity
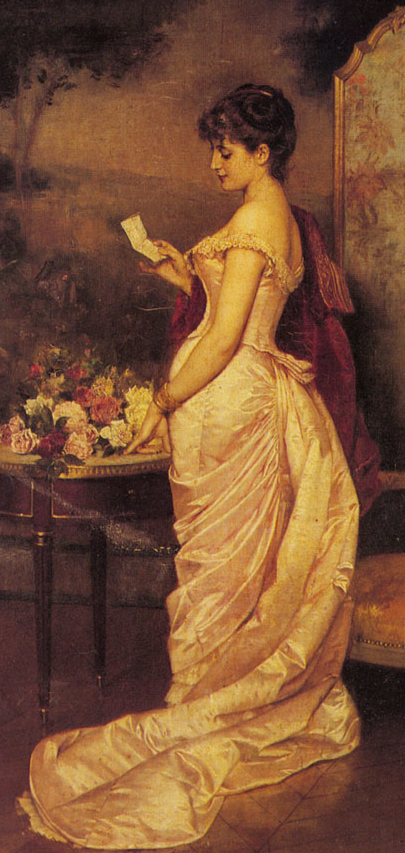
Liefdesbrief
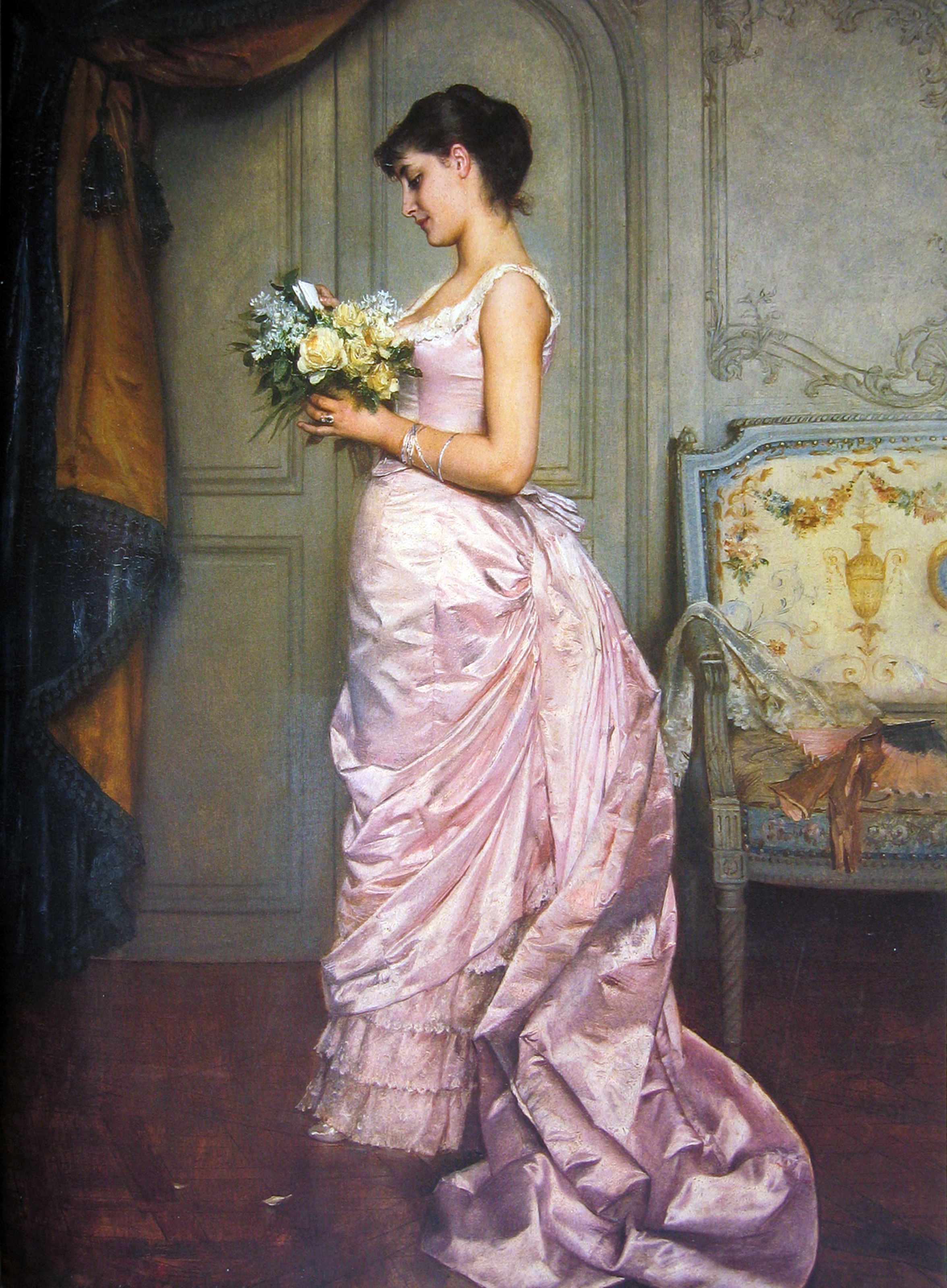
Le billet
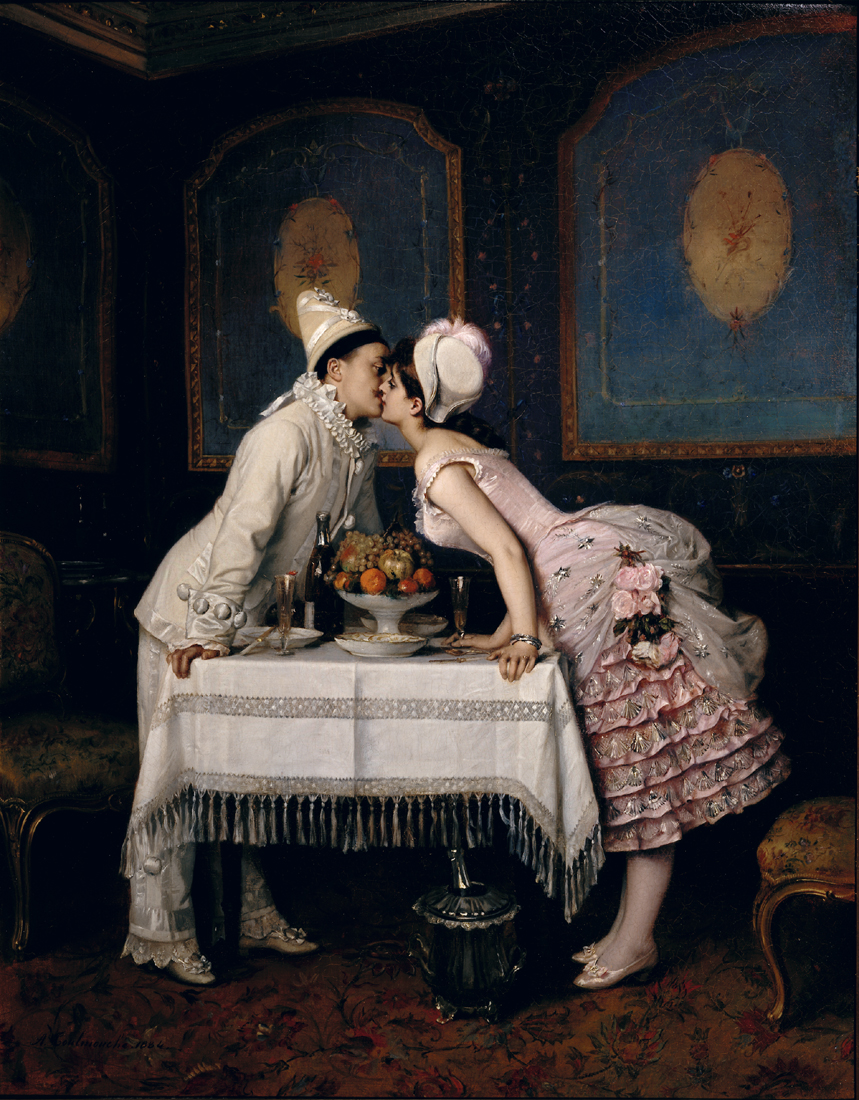
Le Baiser
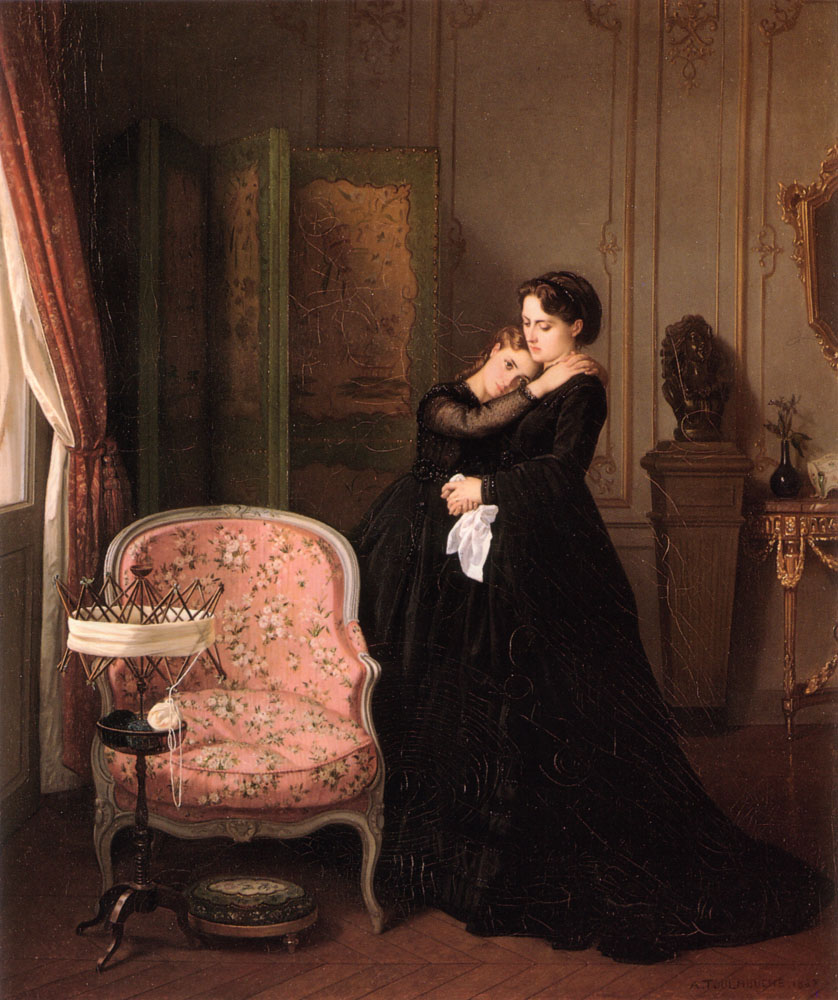
Consolation
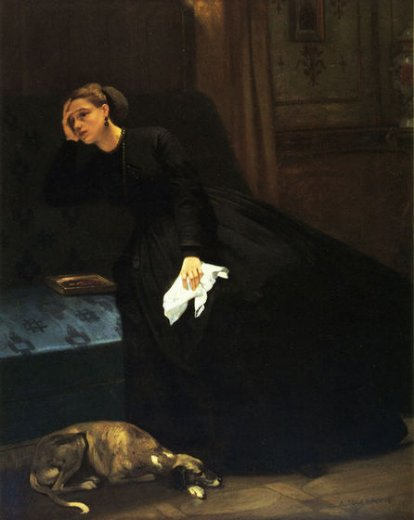
De verloren liefde
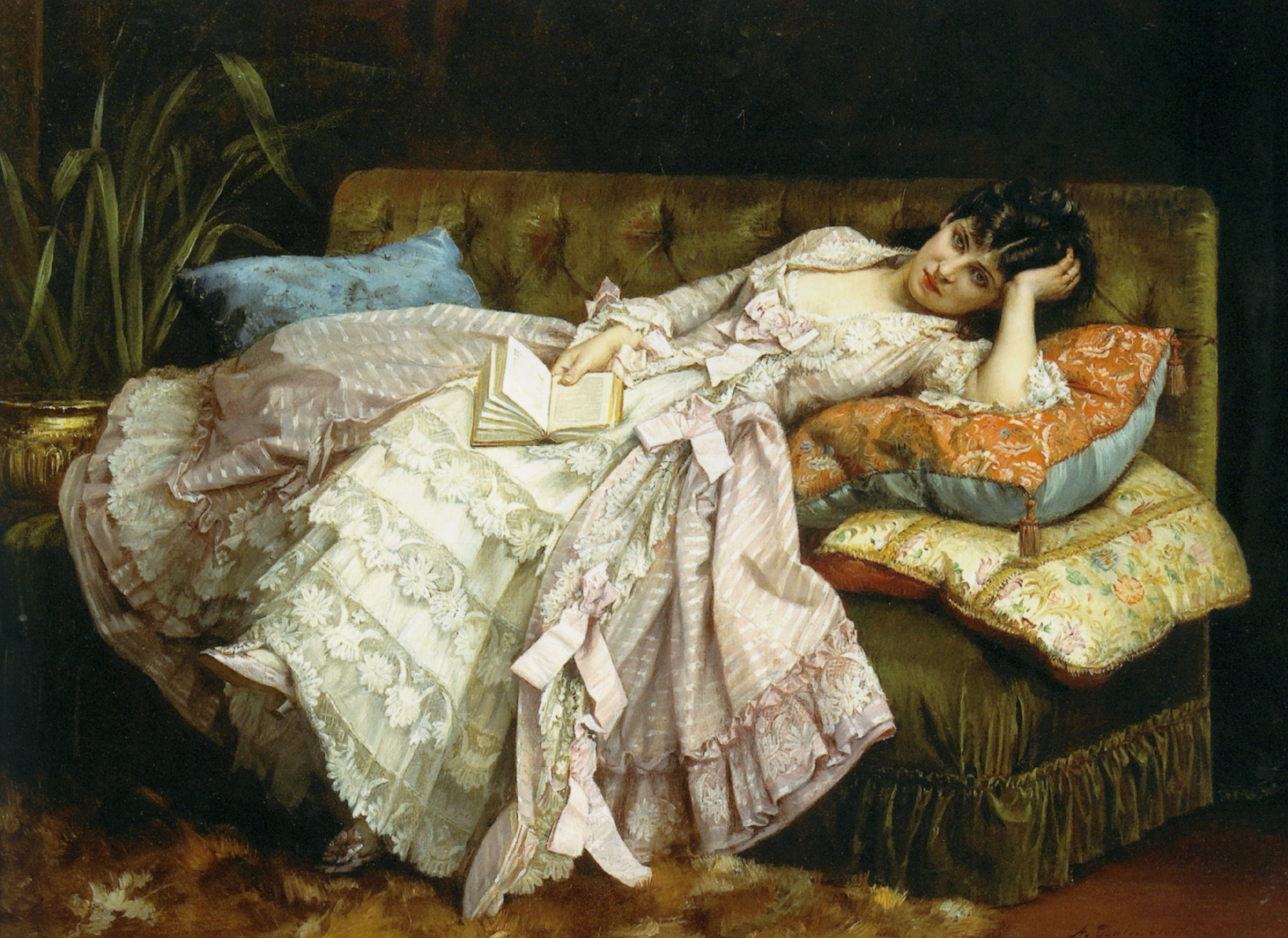
Dolce far niente
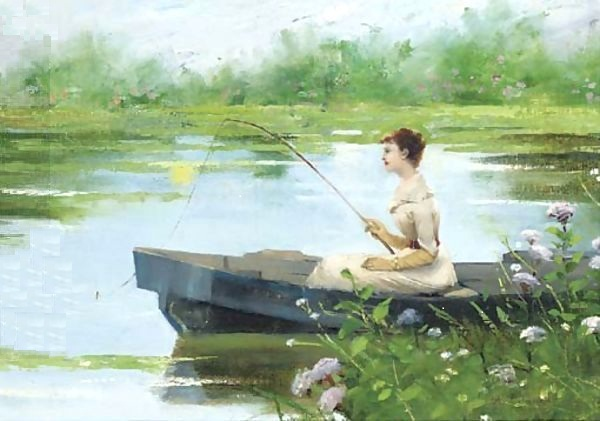
Een rustige namiddag